# Граматика, Эмма
Эмма Граматика (итал. Emma Gramatica; 1874—1965) — итальянская актриса

 и сценаристка.

## Биография

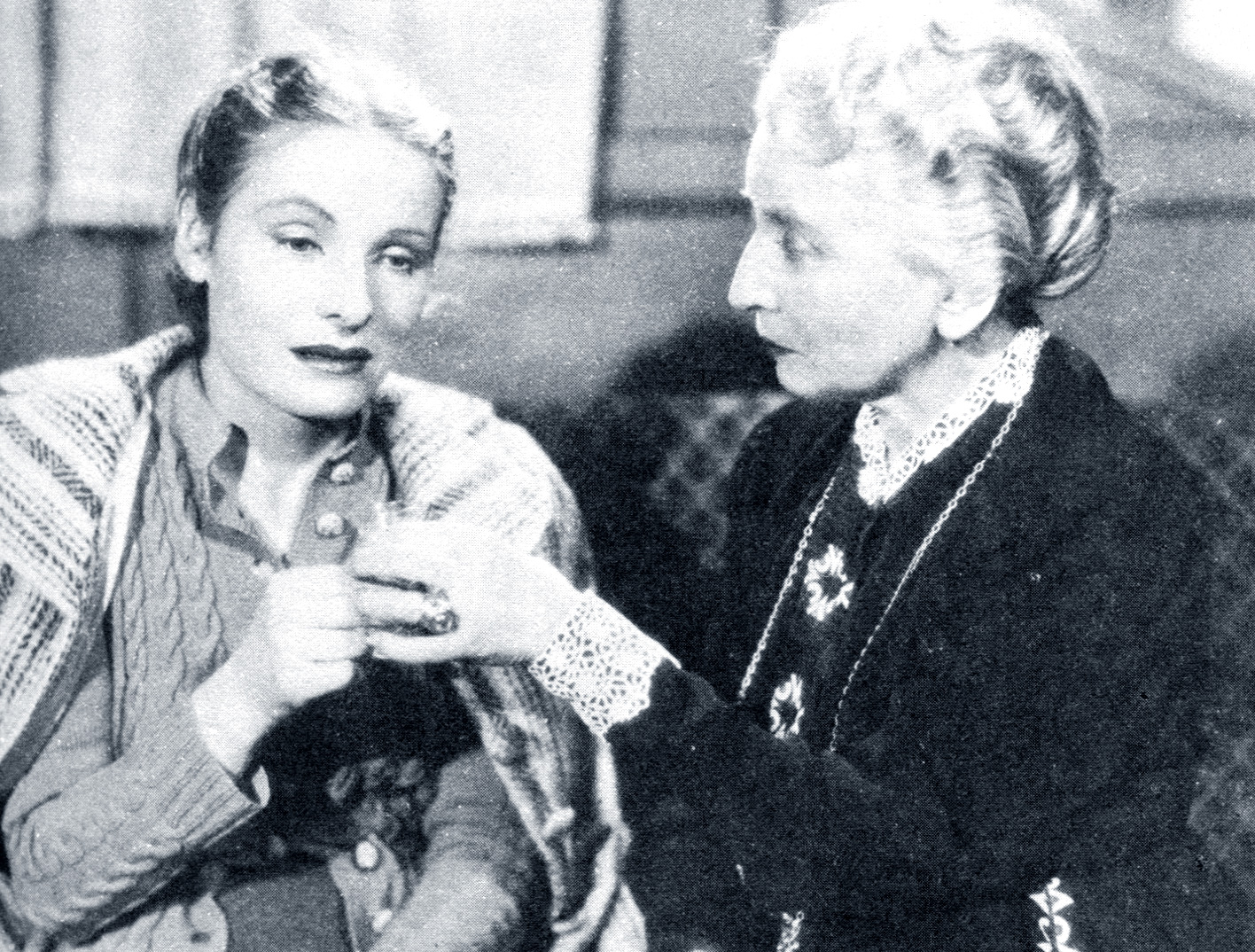
Дория, Бьянка и Эмма Граматика
(к/ф «Старая госпожа»)

Эмма Граматика родилась 22 марта 1875 года в Фиденце; младшая сестра актрисы Ирмы Граматики.
Её первым наставником на театральной сцене стала Элеонора Дузе, под руководством которой Граматика к началу XX века вошла в число самых популярных итальянских актрис.
В 1909 году Эмма Граматика вместе с Л. Орландини создали собственную независимую театральную труппу. Выступала не только в театрах Италии, но и на театральных подмостках Европы и нового Света. Одинаково безупречно исполняла роли как в пьесах классических, так и в постановках по мотивам произведений современных авторов.
Пробовала свои силы и в других качествах, в частности, в фильме 1954 года «Пепино и благородная дама», Э. Граматика выступила как автор сценария.
Была замужем за драматургом Роберто Бракко.
Эмма Граматика скончалась 8 ноября 1965 года в городке Лидо-ди-Остия.

## Фильмография
- «Чудо в Милане»
- «Старая госпожа»
- «Сёстры Матерасси»
- «Бедная моя мамочка»
- «Моя жизнь за твою»